# Abitène

Localisation de l'Afrique proconsulaire.

Abitène ou Abitinae était une ville de la province romaine d'Afrique proconsulaire connue comme l'emplacement de la mort des martyrs d'Abitène.
N'étant plus un diocèse résidentiel, Abitinae est désormais répertoriée par l'Église catholique comme le siège titulaire d'Abitinae.